# Освенцимський замок
Освенцимський замок (пол. Zamek w Oświęcimiu) — замок, розташований на вершині пагорба, на правому березі річки Соли у місті Освенцим Малопольського воєводства в Польщі.

## Історія
Перші згадки про освенцимську каштелянію походять з періоду, коли вона була приєднана до Опольського князівства (1177—1179). Вважається, що перебудову і оборонне укріплення замку в Освенцимі здійснив син Мєшка IV Кривоногого князь Казимир I Опольський. Про це свідчать археологічні знахідки біля вежі, що підтверджують існування мурованої споруди на замковому пагорбі у першій половині XIII століття.
У 1241 році городище та околиці сплюндрували татари під командуванням Байдара, які прямували до Сілезії. Після цієї події місто було відбудовано та оточено мурами, а на пагорбі почалося будівництво кам'яної вежі на плані квадрата. Біля цієї вежі, після того, як у 1291 році Освенцим отримав привілей суду, кат виконував вироки.
У 1314 або 1315 році замок став резиденцією першого правителя Освенцимського князівства — князя Владислава I.
У 1414—1433 роках, протягом усього періоду свого правління, у замку проживав князь Казимир I Освенцимський.
У 1453 році замок витримав облогу колишнього власника Яна IV Освенцимського, який, не змирився із його втратою та прагнув повернути.
У 1454 році замок разом із Освенцимським князівством передали як данину польському королеві Казимиру Ягеллончику, а через три роки продали. Оскільки польський король набув чеські лени, він мусів погодити з чеським королем статус цих маєтностей. Відповідно до Глогівського трактату (1462 рік), Освенцимсько-Заторська земля стала частиною Польської Корони. Першим каштеляном став Миколай Слоп. Король наказав відновити замок та міські мури, зміцнити оборонну систему та поглибити рови. Роботи були профінансовані жителями Освенцимської та Краківської земель, які сплатили одноразову добровільну данину.
У 1503 році пожежа знищила дерев'яні будівлі замку, збереглися лише вежа та фундаменти. Реконструкція тривала багато років, а на потреби будівництва замку в 1512 році розпочала роботу цегельня, а в 1525 році —каменярня. Роботи було завершено у 1534 році. Витрати на відбудову покривалися за рахунок встановлення загального податку та зборів, отриманих за користування мостом, спорудженим у 1504 році. Дозвіл на будівництво мосту, ймовірно, затвердив сам король Олександр Ягеллончик, який, окрім того, звільнив місто від сплати податків на 15 років. Це була остання велика перебудова замку. Згодом будівля, втрачаючи свій оборонний характер, почала занепадати.
Пожежа, спричинена шведами у 1656 році, довершила занепад замку. Люстрація з 1765 року підтвердила руйнування всіх будівель, окрім вежі та південного будинку замку. Повені у 1805 та 1813 роках підмили пагорб і зруйнували оборонні мури та господарські споруди. Деякий час у замку розміщувався склад солі. Згодом австрійська влада вирішила розібрати замок, однак, цей намір не було здійснено. Останні перебудови замку у 1904—1906 та 1929—1931 роках остаточно змінили його характер. Про його колишнє оборонне призначення свідчила лише готична вежа.
Під час Другої світової війни замок слугував резиденцією німецької окупаційної влади.

## Сучасність
В наш час замок належить міській адміністрації Освенцима. З 2004 по 2006 рік, за фінансової підтримки Європейського Союзу, було здійснено його капітальний ремонт.
В 2010 році у замку було відкрито музей.

## Архітектура
В наш час замок складається з ранньоготичної вежі типу бергфрід, збудованої наприкінці XIII століття, двоповерхового будинку з підземеллям, спорудженого на прямокутному плані (старе крило замку з початку XVI століття) та сполучної будівлі 1929—1931 років, побудованої на місці старішої забудови. Значну частину укріплень забрала річка, яка, з плином часу, змінювала своє русло.
На замковому пагорбі знаходяться залишки оборонних мурів, бастеї. Під замком тягнуться два тунелі: старіший (побудований до 1914 року), та новіший (споруджений німцями у 1940—1944 роках), який слугував протиартилерійським укриттям.
Вежу було побудовано на квадратному плані зі стороною 10,5 м, її західна стіна була висунутою поза мури приблизно на 2 м, а вся вежа — на 1,5 м понад рівень найстарішої частини муру. Після того, як кам'яну будівлю було зведено на висоту 1,7 м над рівнем фундаменту, роботи з невідомих причин припинили, а після відновлення будівництва будівельний матеріал змінено на цеглу. Будівництво здійснювали за технікою opus emplectum та вендійською кладкою цегли. Товщина стін вежі біля основи становить близько 4 м. Збереглися два поверхи вежі з Середньовіччя, а також додатковий поверх, споруджений на місці незбереженої частини у XVI столітті. Дах, покритий ґонтом, увінчують дві мідні кулі. Всередині вежі, на верхньому поверсі, є велика кімната з каміном, з північно-східної сторони — стрілецьке вікно з реліктом давнього помосту (дерев'яна балка, вбита в стіну). З південної сторони на рівні подвір'я знаходиться вхід, зроблений у XIX столітті. Первісний вхід, увінчаний стрільчастим порталом, розміщується 10 м вище. Стиль будівлі, незважаючи на багато ремонтів та реконструкцій, залишився незмінним.
Опираючись на збережені люстраційні документи замку, можна описати колишній вигляд замку. Щоб увійти до замку, треба було перейти два дерев'яні мости; кімнати, в яких приймали прибулих, знаходилися на першому поверсі. На ньому знаходилася велика судова зала, дві кімнати та додаткова зала. З іншого боку замку, також на першому поверсі, розміщувалися кілька кімнат та каплиця, а під ними канцелярія та склади (добре захищені кімнати, в яких можливо зберігалися гродські книги).
Вежа мала два чи три поверхи, з'єднані всередині сходами. Вхід розміщувався на значній висоті та вимагав приставляння драбини. У XVI столітті було добудовано дерев'яні зовнішні сходи, які не збереглися до нашого часу. У нижній частині, до якої не було доступу ззовні, розміщувалася в'язниця. На фасаді вежі виднівся годинник.
У сусідньому із вежею будинку, крім житлових приміщень, були пекарня, комора, склепінчасті льохи, кухня, пивоварня та солодівня. Біля першої брами знаходився арсенал.

## Світлини

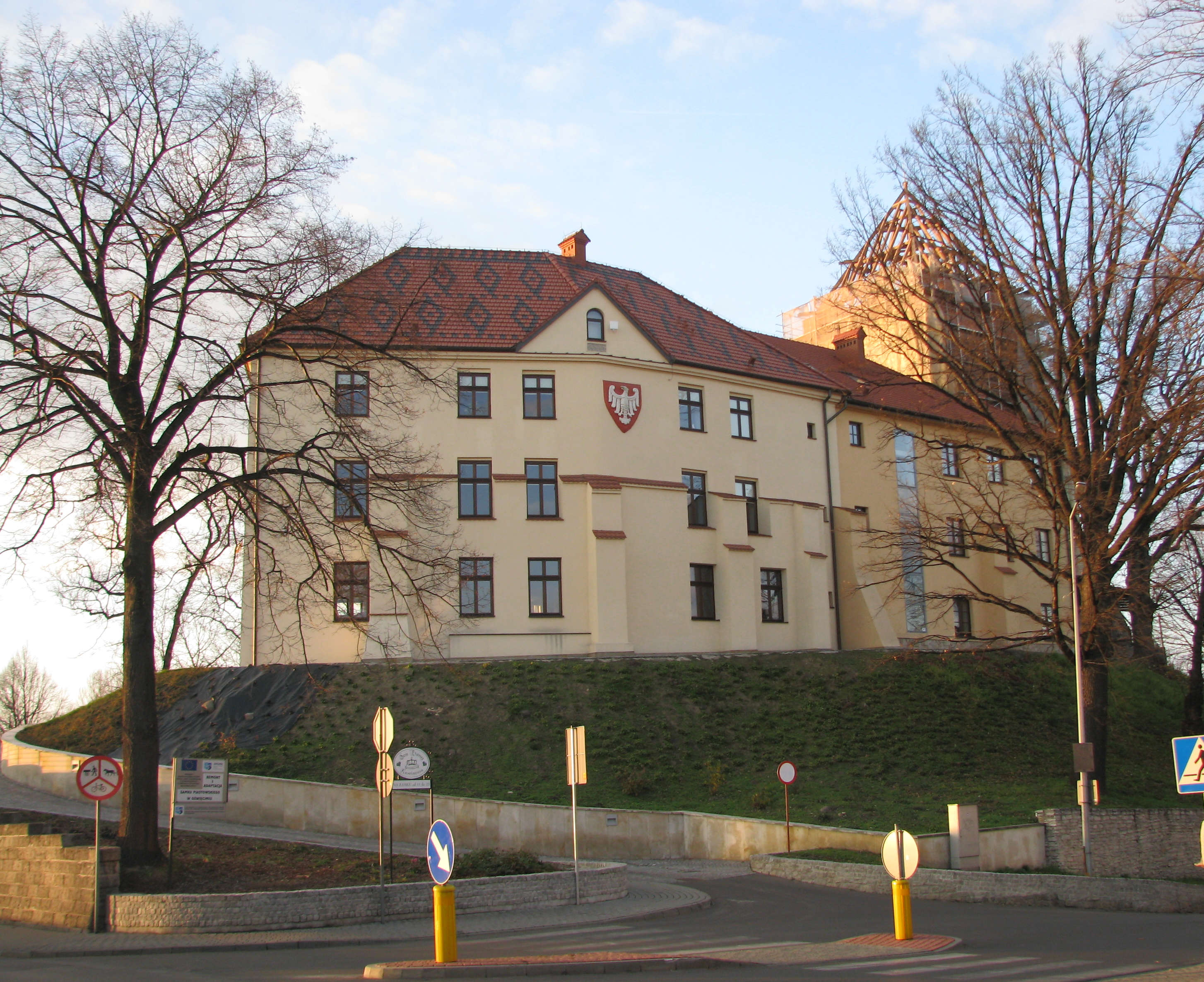
Вигляд замку з східної сторони
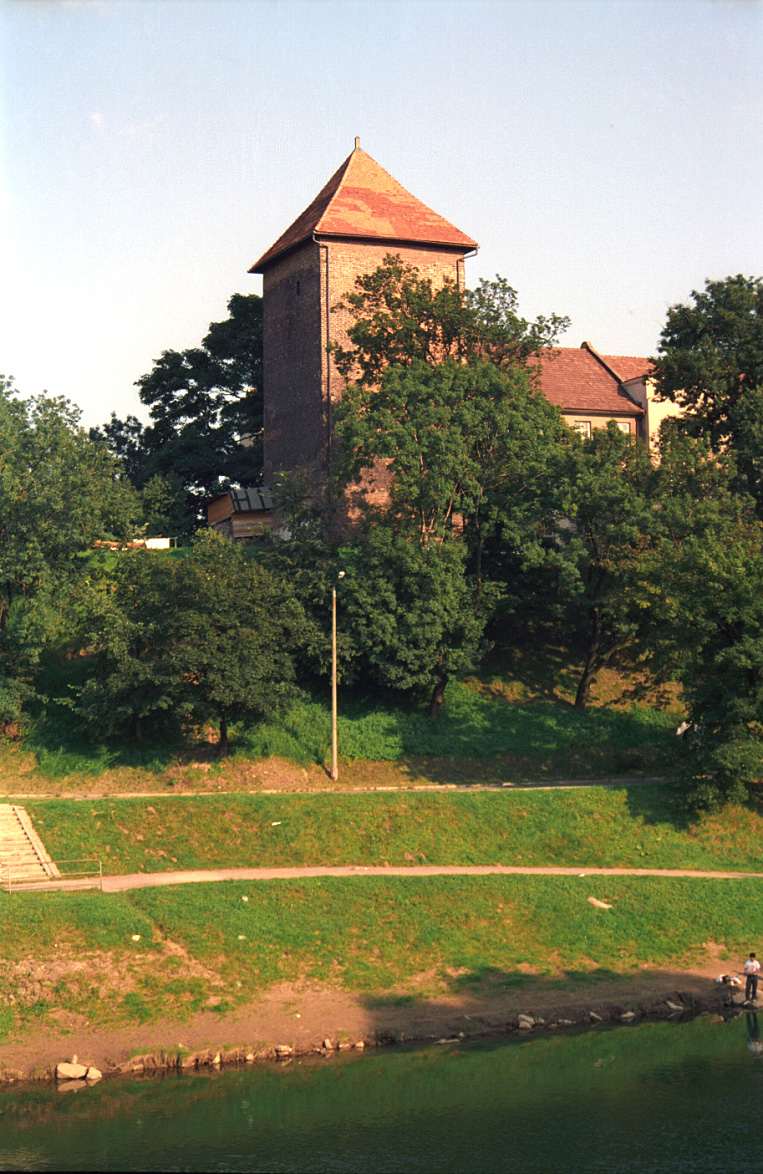
Вигляд замку із західної сторони
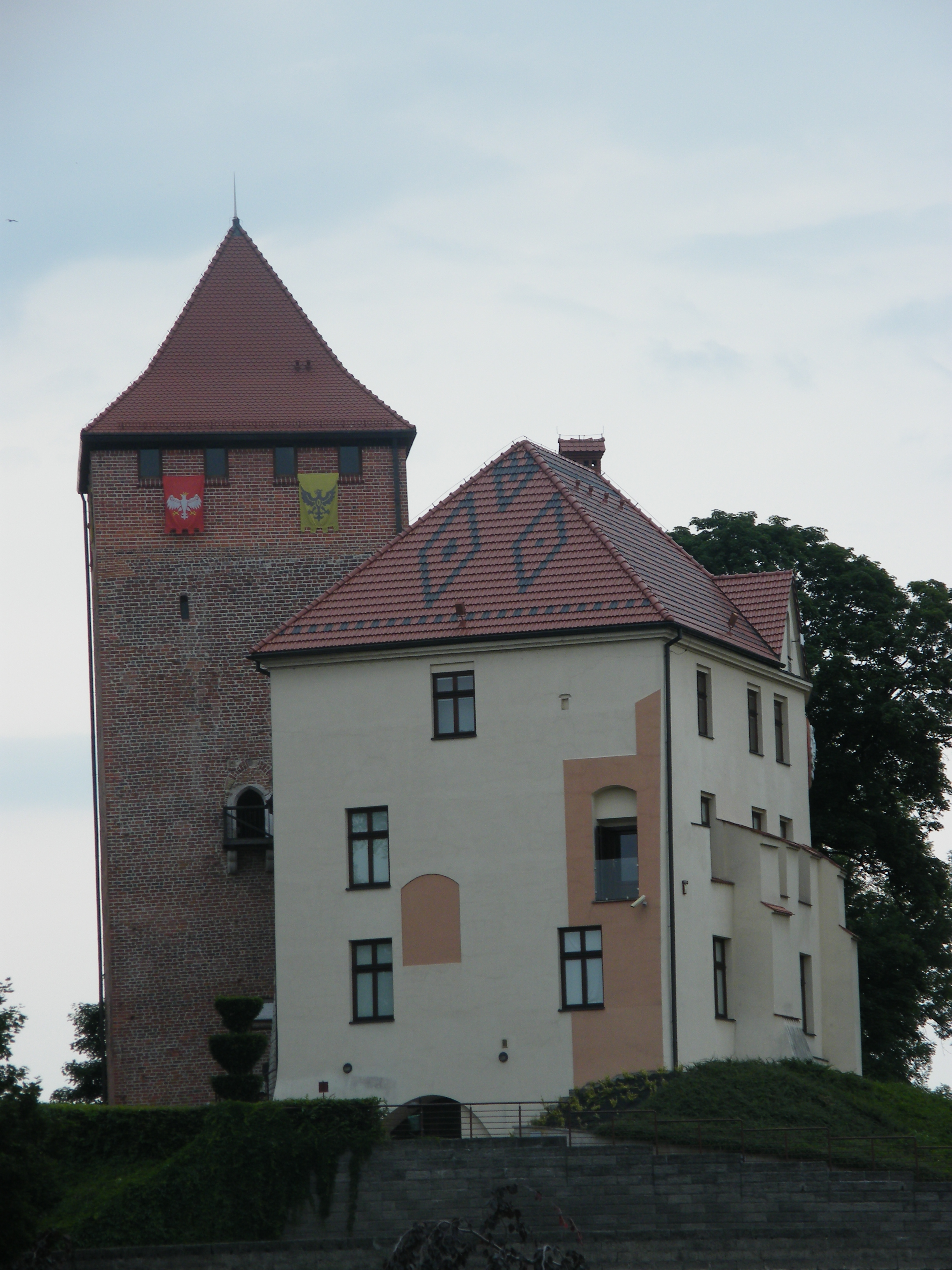
Замок та вежа